# Jumellea bathiei
Jumellea bathiei är en orkidéart som beskrevs av Rudolf Schlechter. Jumellea bathiei ingår i släktet Jumellea och familjen orkidéer. Inga underarter finns listade i Catalogue of Life.